# Perispasta
Perispasta é um gênero de mariposa pertencente à família Crambidae.